# Kostel svatého Vavřince (Bobrowniki)
Kostel svatého Vavřince (polsky Kościół św. Wawrzyńca) je dřevěný římskokatolický kostel v obci Bobrowniki ve gmině Bobrowniki v okrese Będzin v Polsku ve Slezském vojvodství. Náleží pod katolickou farnost v Bobrownikách děkanát Sączowský diecéze sosnowiecké. Kostel je zapsán ve vojvodském seznamu památek pod registračním číslem 19/60 z 23. února 1960 a je součástí Stezky dřevěné architektury ve Slezském vojvodství.

## Historie
Do roku 2009 byl vznik kostela uváděn rokem 1669, tak jak je v nápise z roku 1953 na sponovém trámu: WYSTAWIONY 1669 + ROZBUDOWANY 1889 + ODRESTAUROWANY 1953 (postaven 1669 + přestavěn 1889 + restaurován 1953). Dendrochronologický průzkum  v roce 2009 určil, že kněžiště a sakristie byly postaveny v letech 1856–1857 za použití trámů smýcených v období 1566/1523 (to může být datum první stavby). V roce 1889 byla prodloužená loď a postaveny v západním průčelí dvě věže.Kostel byl restaurován v roce 1930, 1953, v letech 1986–1987 a 2008–2009 byl opravován. 

## Architektura

### Exteriér
Kostel je jednolodní orientovaná dřevěná roubená stavba na vysoké podezdívce s užším prodlouženým a polygonálně uzavřeným kněžištěm. V západním průčelí jsou přistavěny dvě symetrické dřevěné hranolové štenýřové věže s jehlanovou střechou. Mezi věžemi je trojúhelníkový štít. Loď kostela má obdélníkový půdorys. Sakristie je přistavěna na severní straně kněžiště. Stěny kostela jsou oboustranně deštěné, věže mají bednění jen na vnější straně. Střechy jsou dvouhřebenové sedlové kryté šindelem. Na střeše nad kněžištěm je šestiboký sanktusník.

### Interiér
V interiéru loď a kněžiště mají plochý strop zdobený polychromií. Barokní hlavní oltář z roku 1678 byl přenesen z kostela svaté Markéty z Bytomi. V oltáři je obraz svatého Vavřince ze 17. století. Boční oltáře zasvěcené svaté Barboře a svatému Stanislavovi Kostkovi (dříve svaté Anně) jsou z 18. století. V západní části je na čtyřech sloupech kruchta s varhany z druhé poloviny 19. století, které byly postavené Paulem Berschdorfem z Nisy. Vitráže v oknech pochází z roku 1977.

## Okolí
V blízkosti se nachází:
- Nový zděný farní kostel svatého Vavřince, který byl postaven v letech 1993–2004.[6]
- Ocelová zvonice se třemi zvony.[3]